# Inferno Joseon

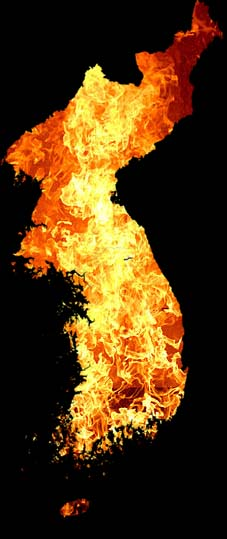
Uma representação da península coreana como o inferno. A atual geração de jovens da Coreia do Sul a chama de "Inferno Joseon" no sentido de autocrítica sobre a República da Coreia

Inferno Joseon, Inferno Chosun ou Coreia infernal (em coreano:  헬조선; em inglês:  Hell Joseon, Hell Chosun ou Hell Korea) é um termo satírico sul-coreano que se tornou popular por volta de 2015. O termo é usado para criticar a situação socioeconômica da Coreia do Sul. O termo ganhou popularidade pela primeira vez entre os jovens coreanos, devido aos seus sentimentos sobre o desemprego e as condições de trabalho na sociedade sul-coreana moderna.

## Etimologia
A frase é uma mistura das palavras "inferno" e "Joseon", significando que "A Coreia (do Sul) é uma sociedade infernal e sem esperança". Embora o termo tenha começado com indivíduos particulares na Internet, foi adotado mais tarde pela mídia geral.

## Conceito
A frase tem sido usada em reclamações sobre políticas governamentais que são vistas como contribuindo para o desemprego dos jovens, desigualdade econômica, tempo de trabalho excessivo, incapacidade de sair da pobreza mesmo trabalhando duro, uma sociedade que favorece interesses particulares e irracionalidade na vida diária. O uso deste termo aumentou através de sites de redes sociais como Twitter e Facebook, espalhando-se particularmente entre os indivíduos mais jovens em setembro de 2015.
Em 2019, a frase foi substituída por um novo termo, "Tal-Jo", aglutinação composta por "sair" e "Joseon", que pode ser melhor traduzida como "escapar do infenro".

## História
Uma razão amplamente aceita para a rápida disseminação da frase "Inferno Joseon" é o crescente discurso social e a consciência da desigualdade social na Coreia do Sul.

### Exército
A Coreia do Sul opera um sistema de recrutamento militar obrigatório. O período de serviço militar atual é de 18 meses para o Exército e Fuzileiros Navais, 20 meses para a Marinha e 21 meses para a Força Aérea. Os coreanos convocados passam grande parte do tempo nas forças armadas, desconectados da sociedade. Mesmo durante o serviço militar obrigatório, há desigualdade devido à classe social e os recrutas correm o risco de trote e outros abusos, apesar de ter sido oficialmente banido. Estas são algumas das razões pelas quais os coreanos tentam evitar o serviço militar obrigatório, o que, por sua vez, criou um problema com que fez as pessoas começarem a evitar o alistamento militar. As pessoas começaram a usar seu poder pessoal, como riquezas ou conexões, para serem dispensados ou para "fugir" para um lugar confortável para ter uma vida confortável. Coreanos com domínio da língua inglesa se candidatam a vagas competitivas para servir com soldados dos Estados Unidos no KATUSA. Artistas se candidatam ao exército como 'artistas amigáveis à vida', e homens ricos manipulam documentos para serem dispensados usando seu dinheiro.

### Exigências acadêmicas
Na Coreia do Sul, a maioria dos jovens frequenta a faculdade, ciente da regra implícita de que faz faculdade não tem dificuldade em encontrar emprego. As razões para isso incluem uma forte cultura organizacional relacionada a universidades e instituições acadêmicas ou cidades natais. Esta cultura organizacional pode ser observada ao entrevistar para entrar no local de trabalho. Se pessoas com as mesmas condições forem entrevistadas, elas serão acompanhadas por alguém da mesma escola e cidade natal que o entrevistado. Esta cultura também existe dentro das empresas. As pessoas que não são de escolas especiais são discriminadas e eliminadas do processo de contratação. Isso causa desigualdade e insatisfação entre as pessoas. Dentro da empresa, pessoas da mesma escola ou da mesma região se reúnem para formar uma facção. Como há uma competição feroz por empregos desejáveis, a pressão para ter sucesso e aprender na academia é imensa. Muitos alunos coreanos frequentam algum tipo de educação extracurricular, como cursinhos de inglês.

### Alta densidade populacional
A densidade populacional da Coreia é de 519 pessoas/km². Seul é muito densa, com cerca de 16 593 pessoas/km². Esse nível de população também causa pobreza para muitos e contribui para a competição por empregos desejáveis (como aqueles com maior estabilidade ou percepção social) e espaços de moradia. Alguns perderam suas esperanças de se casarem e terem filhos (conhecida como geração Sampo), pois não podem sustentar uma família ou desejam se concentrar em suas vidas profissionais.

### Influência cultural
Em 2015, um filme sul-coreano chamado Hell Joseon lotou os cinemas. Em 3 de setembro de 2015, DC Inside abriu a Galeria Hell Joseon. Desde setembro de 2015, a exposição da frase aumentou consideravelmente online. Além disso, o DC Inside podem ser usado pelos jovens para expressar suas oprimidas opiniões e reclamações. Vários outros documentários e filmes, como o talvez mais proeminente, Parasita (2019), relataram semelhantemente a desigualdade social na Coreia do Sul.

## Crítica
Críticos do termo dizem que "o homem excedente que não faz nada conta a história do Inferno Joseon". Também é apontado que a frase em si é causada pela insatisfação com a desigualdade ou o absurdo da sociedade, mas também é problemática por não causar de fato nenhuma ação política. O intelectual coreano Lee Er Young disse: "Os países que [as pessoas insatisfeitas] querem [ir depois que deixam o inferno Joseon não são o 'paraíso'" e que "as atuais situações de emprego e desigualdade são um fenômeno global, que é o resultado do desenvolvimento da tecnologia da informação".
Park Geun-hye, ex-presidente da Coreia do Sul que agora cumpre uma pena de 24 anos de prisão, disse: "Há um número crescente de novas palavras que negam nossa grande história moderna e depreciam nosso mundo que é invejado como um lugar para se viver", como uma forma de criticar a tendência da frase "Inferno Joseon". Ela acrescentou, "Autodepreciação, pessimismo, desconfiança e ódio nunca podem ser a força motriz da mudança e do desenvolvimento". No entanto, alguns argumentaram que o governo de Park deveria pensar no porquê da frase "Inferno Joseon" ter surgido, porque o termo foi cunhado durante sua presidência.
Em janeiro de 2019, o conselheiro econômico do presidente Moon Jae-in, Kim Hyun-chul, renunciou após atrair a ira do público por dizer que os jovens coreanos recém-formados desempregados que não conseguem encontrar um emprego na Coreia deveriam parar de culpar o "Inferno Joseon" e se mudar para o Sudeste Asiático para se tornarem professores de língua coreana.